# Jiedushi
Les Jiedushi (chinois simplifié : 节度使 ; chinois traditionnel : 節度使 ; pinyin : jiédùshǐ) étaient des gouverneurs militaires régionaux en Chine, à l'époque des Tang, ainsi que pendant la période des Cinq Dynasties et des Dix Royaumes. Initialement mis en place pour prévenir les menaces extérieures, les jiedushi se virent confier d'énormes pouvoirs, y compris le droit d'entretenir leur propre armée, de percevoir les impôts, et de transmettre leur titre de façon héréditaire. 
Les jiedushi les plus puissants en vinrent à éclipser le pouvoir du gouvernement central. Un exemple fameux en est celui d'An Lushan, qui fut nommé jiedushi de trois régions, et fut suffisamment puissant pour lancer la révolte d'An Lushan, qui mit brutalement un terme à l'âge d'or de la dynastie Tang. Même si cette révolte a été difficilement réprimée, les jiedushi conservèrent leur pouvoir et contribuèrent à hâter la désintégration de l'empire Tang. Finalement, les jiedushi conduisirent à la division politique des Cinq Dynasties et des Dix Royaumes, période marquée par des luttes intestines incessantes entre royaumes, dynasties et régimes régionaux rivaux, mis en place par des jiedushi rivaux. 